# 聖波斐利教堂
聖波斐利教堂 （阿拉伯语：‎，羅馬化：Kanīsat al-Qadīs Burfīryūs）是位于巴勒斯坦國加沙城的希臘東正教教堂，也是該市最古老的活躍教堂。它位於加沙老城的扎伊通區，以5世紀的加沙主教加薩的波斐利命名，他的墳墓位於教堂的東北角。

## 歷史

### 建築結構與歷史演變
早在公元425年，这里就建造了一座教堂，但现在的教堂是在12世纪50—60年代由十字军承建的；在建成后十字军把它献给了加沙主教加薩的波斐利。15世纪的记录显示，教堂奉献仪式也能够证明该教堂是献给圣母玛利亚的。
教堂于1856年进行了翻修。其中一些飞檐和地基的历史可以追溯到十字军时期，但其他大部分结构都是后来增加的。

### 以色列—哈馬斯戰爭
2014年加沙戰爭期間，面對色列的轰炸，大约2000名巴勒斯坦人在圣波斐利教堂避难。教堂為避難者提供膳食和医疗服务，一些家庭睡在教堂与邻近建筑物的走廊和房间里，轰炸造成70多名巴勒斯坦人丧生。
在2023年以色列—哈馬斯戰爭期间，这座教堂再次成為躲避以色列轰炸的避难所。 

### 2023年空襲
2023年10月19日，四枚以色列导弹袭击了有数十至数百名巴勒斯坦人避难的校园。目击者指出，空袭的目标似乎是教堂附近的一个地点。教堂在以色列—哈馬斯戰爭期間成為加沙地带众多基督徒和穆斯林居民的避难所，空袭发生时，教堂內有数百名避难的巴勒斯坦人。迄今为止，已确认有16-18人在袭击中丧生，废墟中的遇难者人数不详。
以色列国防军官员表示，战斗机袭击了向以色列发射火箭和迫击炮的哈马斯指挥和控制中心，导致该地区一座教堂的墙壁受损。教会人员证实，空袭破坏了教堂的外部建築，導致一栋建筑倒塌，并击中了为平民提供庇护的两个大厅。